# Wall to Wall
Wall to Wall ist ein Lied des US-amerikanischen Sängers und Songwriters Chris Brown. Es wurde am 29. Mai 2007 als erste Single aus Browns zweitem Studioalbum Exclusive veröffentlicht, woraufhin es in den Billboard Hot 100 Platz 79 erreichte. Damit ist es in den USA die bisher schlechtplatzierteste Single Browns. In den deutschen Singlecharts erlangte es Rang 59.

## Hintergrund und Remixversionen
Das Lied wurde von Sean Garrett und Walter Scott geschrieben, wobei Garrett auch als Produzent in Erscheinung trat. Garrett hatte zudem bereits bei mehreren Titeln mit Brown zusammengearbeitet, so auch bei dessen erstem Nummer-eins-Hit in den USA, „Run It!“.
Zu „Wall to Wall“ existieren mehrere offizielle Remixversionen. Auf der Maxi-Single ist neben der Albumversion noch ein Remix mit Jadakiss. Auf der Maxi-Single ist auch ein Remix mit Elephant Man. Außerdem existieren noch ein Remix mit Joe Budden und einer mit Lil Wayne, T.I., Chamillionaire, Ludacris und Jadakiss. Zu allen drei Versionen existieren auch Musikvideo, die jedoch dem Originalvideo ähneln und jeweils nur in Detail verändert worden sind, zudem sind oftmals einige Sequenzen hinzugefügt worden.

## Musikvideo
Das Video ist an den Film Blade aus dem Jahre 1998 angelehnt, würdigt jedoch gleichzeitig das Musikvideo zur Michael-Jackson-Single „Thriller“. Es wurde am 21. Mai 2007 erstmals gezeigt.
In der ersten Szene wird Brown von einem attraktiven weiblichen Vampire, welcher plötzlich in seinem Auto erscheint, in den Nacken gebissen. Anschließend folgt er ihr zu einem Ort, der an ein Schloss erinnert, wo er zu tanzen beginnt. Während des gesamten Aufenthaltes in dem Schloss werden immer wieder Tanzsequenzen gezeigt. Am Ende des Videos wechselt die Kamera aus dem Schloss zurück auf den Parkplatz, wo auch der Biss des Vampires stattfand, und es scheint, als wären die gesamten Geschehnisse nur eine Fantasie gewesen. Als Brown sich jedoch in sein Auto setzt, taucht neben ihm erneut der Vampir auf.

## Erfolg

### Rezeption
Der Titel wurde als „anteckendes Tanzlied“ beschrieben, bei dem die Damen direkt auf die Tanzfläche rennen würden. Ein Rezensent bescheinigte dem Lied großes Potential, um Browns nächster Hit zu werden. In einer anderen Rezension hieß es, dass der Titel anderen Veröffentlichungen seines zweiten Studioalbums wie zum Beispiel „Kiss Kiss“ ähnelt. Dabei hielt man jedoch trotzdem fest, dass keine Langeweile beim Hören aufkommt, auch wenn manchmal „die Frische“ verloren gehe.

### Kommerzieller Erfolg
| Jahrescharts 2007 (USA) | Höchstposition |
| ----------------------- | -------------- |
| Hot R&B/Hip-Hop Songs   | 89             |

In den USA stieg der Titel auf Platz 96 in die Billboard Hot 100 ein und erreichte nach drei Wochen mit Rang 79 seine Höchstplatzierung. Mit dieser Platzierung ist er Browns bis heute schlechtplatziertestes Lied in den Billboard Hot 100. Außerhalb der USA war die Single meist nur unwesentlich erfolgreicher und erlangte in Deutschland beispielsweise Platz 59 der deutschen Singlecharts.
| ChartsChartplatzierungen       | Höchstplatzierung | Wochen |
| ------------------------------ | ----------------- | ------ |
| Deutschland (GfK)              | 59 (7 Wo.)        | 7      |
| Schweiz (IFPI)                 | 87 (4 Wo.)        | 4      |
| Vereinigtes Königreich (OCC)   | 75 (2 Wo.)        | 2      |
| Vereinigte Staaten (Billboard) | 79 (9 Wo.)        | 9      |

### Auszeichnungen und Nominierungen
Das Musikvideo zur Single war bei den MTV Video Music Awards 2007 in der Kategorie „Best Choreography in a Video“ nominiert, wo es jedoch gegen das Video „My Love“ von Justin Timberlake verlor. Bei den Teen Choice Awards 2007 schlug man das Lied zudem in der Kategorie „Choice Music: R&B Track“ für einen Preis vor, den es jedoch abermals nicht gewann. Diesmal bekam Sean Kingston die Auszeichnung für sein Lied „Beautiful Girls“.